# Thelodonti
Телодонти (лат. Thelodonti) — клас вимерлих безщелепних, деякі систематики виділяють його в монотиповий надклас Thelodontomorphi. Ведуться дебати про те, чи ця група є монофілетичною. Телодонти об'єднують на підставі наявності так званої луски телодонтів, проте вона не обов'язково свідчить про наявність загального предка і могла розвиватися у різних організмів незалежно.

## Опис
Відомо дуже невелику кількість останків телодонтів. Ще менша кількість збереглася у тривимірному вигляді. Виною тому частково відсутність кісткового скелета, частково — не з'єднані один з одним і ймовірно відшаровувалися господаря лусочки після смерті.
Екзоскелет складався з лусочок розміром 0,5-1,5 мм. Вони не накладаються одна на одну.

## Класифікація
Нижче представлена класифікація вимерлого класу телодонтів на основі роботи Нельсона із співавторами (2016): Загін Archipelepidiformes Wilson & Märss, 2009
Сімейство Archipelepididae Märss ex Soehn et al., 2001
Сімейство Boothialepididae Märss, 1999
Загін Furcacaudiformes Wilson & Caldwell, 1998 — Фуркакаудоподібні
Сімейство Pezopallichthyidae Wilson & Caldwell, 1998
Сімейство Furcacaudidae Wilson & Caldwell, 1998
Сімейство Nikoliiidae Karatajūtė-Talimaa, 1978
Сімейство Lanarkiidae Obručhev, 1949
Сімейство Drepanolepididae Wilson & Marss, 2009
Сімейство Barlowodidae Märss, Wilson & Thorsteinsson, 2002
Сімейство Apalolepididae Turner, 1976
Загін Thelodontiformes Kiaer, 1932 — Телодонтоподібні
Сімейство Coelolepidae Pander, 1856
Сімейство Talivaliidae Marss, Wilson & Thorsteinsson, 2002
Сімейство Longodidae Märss, 2006
Сімейство Helenolepididae Wilson & Märss, 2009
Сімейство Turiniidae Obručhev, 1964
Сімейство Loganelliidae Märss, Wilson & Thorsteinsson, 2002
Сімейство Phlebolepididae Berg, 1937
Сімейство Shieliidae Märss, Wilson & Thorsteinsson, 2002
Сімейство Katoporodidae Soehn et al., 2001 ex Märss, Wilson & Thorsteinsson, 2002
Сімейство Eestilepididae